# Ronald Michael Sega
Ronald Michael Sega (*4. prosince 1952 v Clevelandu, stát Ohio, USA), inženýr, důstojník a americký kosmonaut. Ve vesmíru byl dvakrát.

## Život

### Studium a zaměstnání
Absolvoval střední školu Nordonia High School ve městě Macedonia (1970) a pak pokračoval ve studiu na vojenské námořní akademii v Colorado Springs se zaměřením na matematiku a fyziku. Po ukončení studia v roce 1974 pokračoval ve vysokoškolském studiu na Ohijské státní univerzitě. Později studoval i na univerzitě University of Colorado, kde v roce 1982 získal titul PhD.
Jako pilot působil v armádě v letech 1974 až 1979. Později byl vyučujícím profesorem a zastával i různé řídící funkce.
V letech 1990 až 1997 byl členem jednotky kosmonautů v NASA.
Oženil se a má dvě děti.
Má přezdívku Ron.

### Lety do vesmíru
Na oběžnou dráhu se v raketoplánech dostal dvakrát a strávil ve vesmíru 17 dní, 12 hodin a 25 minut. Byl 306 člověkem ve vesmíru.
- STS-60 Discovery (3. února 1994 – 11. února 1994), letový specialista
- STS-76 Atlantis (22. března 1996 – 31. března 1996), letový specialista